# Pangshura tecta
La tartaruga a tetto indiana (Pangshura tecta Gray, 1830) è una specie di tartaruga della famiglia dei Geoemididi.

## Descrizione
Il carapace raggiunge i 250 mm di lunghezza ed è fortemente arcuato con la carena mediale prominente. La sua colorazione è marrone, a volte bordato di giallo o arancio. Piastrone di colorazione variabile dal giallo all'arancione al rosa con macchie nere irregolari. La testa dorsalmente è marrone scura o nerastra con una macchia a forma di mezzaluna arancione, gialla o rossa su ogni tempia (che possono unirsi posteriormente per formare un segno a forma di V). Il collo è nero con striature longitudinali verdi, giallastre o rossicce. Le zampe sono grigie o verde oliva scuro con punteggiature gialle o rosse. La deposizione avviene in un nido scavato a terra e vengono deposte 3-14 uova allungate. L'incubazione dura dai 70 ai 144 giorni. Questa specie è onnivora, nutrendosi di piante acquatiche e prede animali, come granchi e lumache.

## Distribuzione e habitat
Distribuita lungo i bacini dell'Indo, del Gange e del Brahmaputra, nel Pakistan, in India e nel Bangladesh. Vive nei torrenti tranquilli, canali, lanche, stagni e serbatoi d'acqua artificiali. Si trova anche nelle acque costiere salmastre. Predilige i fondali morbidi e raccolte d'acqua con abbondante vegetazione acquatica.

## Conservazione
È inserita in Appendice I CITES allo scopo di limitarne la cattura a fini commerciali.